# Kanton Vitry-le-François-Est
Vitry-le-François-Est is een voormalig kanton van het Franse departement Marne. Het kanton maakte deel uit van het arrondissement Vitry-le-François.
Het werd opgeheven bij decreet van 21 februari 2014 met uitwerking in maart 2015.

## Gemeenten
Het kanton Vitry-le-François-Est omvatte de volgende gemeenten:
- Ablancourt
- Aulnay-l'Aître
- Bignicourt-sur-Marne
- La Chaussée-sur-Marne
- Couvrot
- Frignicourt
- Lisse-en-Champagne
- Luxémont-et-Villotte
- Marolles
- Merlaut
- Saint-Amand-sur-Fion
- Saint-Lumier-en-Champagne
- Saint-Quentin-les-Marais
- Soulanges
- Vitry-en-Perthois
- Vitry-le-François (deels, hoofdplaats)